# Project Pat
Patrick Houston (nascido em 8 de fevereiro de 1973), mais conhecido pelo seu nome artístico Project Pat é um rapper americano de Memphis, Tennessee. Ele é o irmão mais velho de Juicy J, o co-fundador do Three 6 Mafia.
Atualmente é membro do grupo de rap The Kaze, com atividades desde os anos 90.
Patrick embora no seu primeiro álbum de estúdio chamado "Ghetty Green" não impulsionou muito para cena do hip hop norte-americano.
Houston lançou seu avanço segundo álbum de estúdio "Mista Don't Play" em 27 de fevereiro de 2001.
Seu terceiro álbum "Layin Da Smack Down" foi lançado durante o encarceramento de Houston da gravadora ". Em 2006 elE1 Music". Ele lançou Crook by da Book. Que veio em #64 na Billboard 200, vendendo cerca de 40.000 cópias em sua primeira semana. O primeiro single do álbum foi "Good Googly Moogly", com DJ Paul e Juicy J o seu irmão.

## Discografia

### Álbuns de estúdio
- 1999 – Ghetty Green
- 2001 – Mista Don't Play: Everythangs Workin'
- 2002 – Layin' da Smack Down
- 2006 – Crook by da Book: The Fed Story
- 2007 – Walkin' Bank Roll
- 2009 – Real Recognize Real
- 2011 – Loud Pack
- 2015 – Mista Don't Play 2: Everythangs Money